# Молоденки (Курганская область)
Молоденки — деревня в Целинном муниципальном округе Курганской области России.

## Климат
Климат характеризуется как резко континентальный, с холодной продолжительной малоснежной зимой и жарким сухим летом. Средняя продолжительность безморозного периода составляет 113 дней. Среднегодовое количество атмосферных осадков — 397мм.

## История
До 1917 года входила в состав Заманиловской волости Челябинского уезда Оренбургской губернии. По данным на 1926 год состояла из 37 хозяйств. В административном отношении входила в состав Васькинского сельсовета Кочердыкского района Челябинского округа Уральской области.

## Население
| 1989 | 2002 | 2010 |
| ---- | ---- | ---- |
| 201  | ↘169 | ↘90  |

По данным переписи 1926 года в деревне проживало 189 человек (90 мужчин и 99 женщин), в том числе: русские составляли 100 % населения.